# Паста (сладкиш)
Вижте пояснителната страница за други значения на Паста.
Паста е сладкиш от българската кухня, обикновено с крем. Понякога така се наричат и порционни парчета от торта. Името произхожда от гръцки: παστη – „тесто“.
„Суха паста“ се нарича десерт, който е изцяло с шоколадова глазура и без крем.